# 约翰·拉伊多内

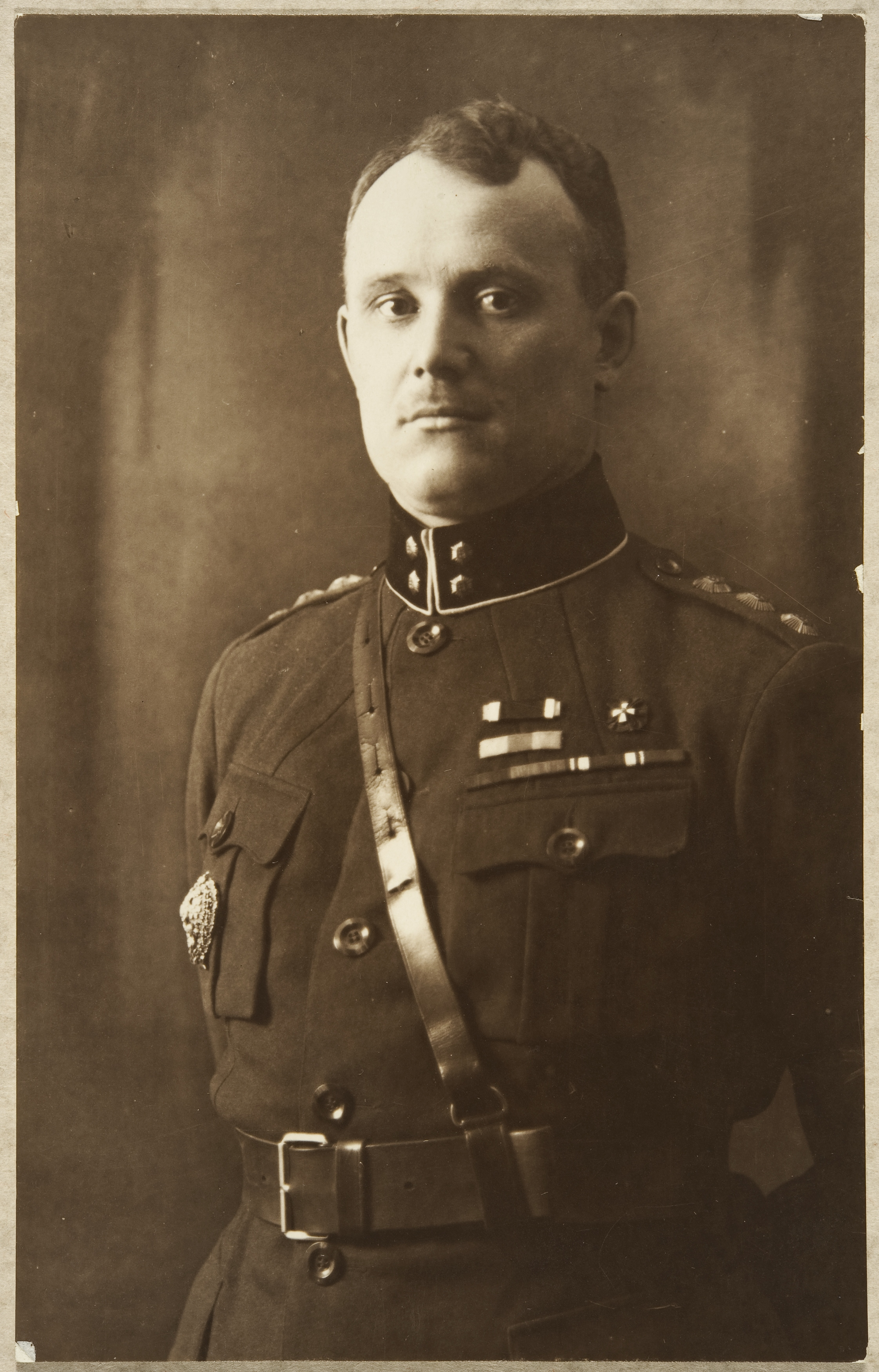
约翰·拉伊多内

约翰·拉伊多内（1884年2月12日—1953年5月13日），爱沙尼亚军事家、政治家，1901年加入沙俄军队，参加第一次世界大战，1918年受爱沙尼亚临时政府任命，在爱沙尼亚独立战争期间担任爱沙尼亚武装部队总司令，使得爱沙尼亚获胜并取得独立。后曾再次担任总司令一职，参与平定1924年爱沙尼亚政变。1940年苏联入侵爱沙尼亚后被苏联人逮捕流放。1953年死于狱中。